# Уртма
Уртма́ — река в России, протекает по территории Яранского района Кировской области. Устье реки находится в 76 км от устья реки Ярани по левому берегу. Длина реки составляет 30 км, площадь водосборного бассейна — 200 км². На реке имеются несколько водохранилищ. В 17 км от устья принимает по правому берегу реку Шундыш.
Исток реки находится в лесах в 7 км к западу от села Кугалки, центра Кугальского сельского поселения и в 18 км к западу от Яранска. Река течёт на запад, протекает село Кугалки, где на реке плотина и небольшое водохранилище, известное как Кугальский пруд (в него справа впадает крупнейший приток — река Шундыш). Другие притоки — Инданка (левый), Киселёвка (правый). Незадолго до устья на реке ещё одно небольшое водохранилище у деревни Тарасово, фактически являющейся северным пригородом города Яранск. Впадает в Ярань чуть ниже Яранска.

## Данные водного реестра
По данным государственного водного реестра России относится к Камскому бассейновому округу, водохозяйственный участок реки — Вятка от города Котельнич до водомерного поста посёлка городского типа Аркуль, речной подбассейн реки — Вятка. Речной бассейн реки — Кама.
Код объекта в государственном водном реестре — 10010300412111100036993.